# Karmacode
Karmacode es el cuarto LP de la banda italiana de metal gótico Lacuna Coil. Fue lanzado en muchos países de Europa el 31 de marzo de 2006, mientras que en el Reino Unido y otros países de Europa el 3 de abril. Para el mercado estadounidense el lanzamiento fue el 4 de abril. El álbum fue producido por el sello discográfico Century Media.
500 000 copias oficiales de Karmacode han sido vendidas en todo el mundo. En Italia se vendieron 20 000 copias, llegando a obtener una certificación de Plata. En los Estados Unidos el álbum vendió alrededor de 200 000 copias.
Los 4 sencillos lanzados del disco, incluyen: "Our Truth";  la versión de Depeche Mode, "Enjoy the Silence";  "Closer", y "Within Me". La vocalista Cristina Scabbia confirmó que la canción "Without Fear" es una canción en italiano. Así mismo se lanzaron vídeos musicales para cada sencillo.
Karmacode posee un sonido de "medio- oriente" más prominente, comparado con los anteriores discos de la banda. Es considerado una mezcla de rock clásico y moderno, que es notablemente más pesado y metálico que los discos anteriores
Dos canciones del álbum han hecho su aparición en Videojuegos de música: "Closer" en Guitar Hero III: Legends of Rock, como contenido descargable en Rock Band y "Our Truth en Rock Band 2 y Guitar Hero World Tour.
Lacuna Coil y el sitio web digitalmusician.net lanzaron una competición titulada To The Edge Remix,  aceptando remixes de la canción "To The Edge", con la posibilidad de un lanzamiento oficial además de premios por parte de Line 6.

## Lista de canciones
| N.º | Título                                      | Duración |  |
| 1.  | «Fragile»                                   | 4:26     |  |
| 2.  | «To the Edge»                               | 3:22     |  |
| 3.  | «Our Truth»                                 | 4:03     |  |
| 4.  | «Within Me»                                 | 3:39     |  |
| 5.  | «Devoted»                                   | 3:52     |  |
| 6.  | «You Create»                                | 1:32     |  |
| 7.  | «What I See»                                | 3:41     |  |
| 8.  | «Fragments of Faith»                        | 4:10     |  |
| 9.  | «Closer»                                    | 3:02     |  |
| 10. | «In Visible Light»                          | 3:59     |  |
| 11. | «The Game»                                  | 3:32     |  |
| 12. | «Without Fear»                              | 3:59     |  |
| 13. | «Enjoy the Silence» (Cover de Depeche Mode) | 4:05     |  |

## Pistas adicionales
Edición Japonesa
| Edición japonesa |                      |          |  |
| N.º              | Título               | Duración |  |
| 14.              | «Without a Reason»   | 4:51     |  |
| 15.              | «Swamped (Acústico)» | 5:24     |  |

Unreleased - B-side del sencillo de "Enjoy the Silence"
| N.º | Título                                  | Duración |  |
| 1.  | «Enjoy The Silence (Versión álbum)»     | 4:06     |  |
| 2.  | «Virtual Environment (Non Album Track)» | 5:22     |  |

## Contenido del Enhanced CD (En algunas ediciones)
1. On The Road Movie -9:58
2. Our Truth (Video)

## Historial de lanzamiento
| País           | Fecha               |
| -------------- | ------------------- |
| Italia         | 31 de marzo de 2006 |
| Rusia          | 3 de abril de 2006  |
| Estados Unidos | 4 de abril de 2006  |

## Posición en las listas
| Año  | Lista                 | Posición |
| ---- | --------------------- | -------- |
| 2006 | The Billboard 200     | 28       |
| 2006 | UK Albums Chart       | 47       |
| 2006 | Italian Albums Chart  | 17       |
| 2006 | Greek Albums Chart    | 21       |
| 2006 | European Albums Chart | 38       |
| 2006 | Finnish Albums Chart  | 40       |
| 2006 | German Albums Chart   | 43       |
| 2006 | Austrian Albums Chart | 52       |
| 2006 | French Albums Chart   | 54       |
| 2006 | Canadian Albums Chart | 72       |
| 2006 | Dutch Albums Chart    | 86       |
| 2006 | Irish Albums Chart    | 98       |

| Año  | Sencillo    | Lista           | Posición |
| ---- | ----------- | --------------- | -------- |
| 2006 | «Our Truth» | Mainstream Rock | 36       |